# Pawel Andrejewitsch Butschnewitsch
Pawel Andrejewitsch Butschnewitsch (russisch Павел Андреевич Бучневич; englische Transkription: Pavel Andreyevich Buchnevich; * 17. April 1995 in Tscherepowez) ist ein russischer Eishockeyspieler, der seit Juli 2021 bei den St. Louis Blues in der National Hockey League unter Vertrag steht. Zuvor verbrachte der linke Flügelstürmer fünf Jahre bei den New York Rangers.

## Karriere
Butschnewitsch verbrachte seine Juniorenzeit im Nachwuchs von Sewerstal Tscherepowez. Für dessen Nachwuchsmannschaft Almas Tscherepowez lief er ab 2011 in der Molodjoschnaja Chokkeinaja Liga auf. In der Saison 2012/13 feierte er sein Debüt in der ersten Mannschaft in der Kontinentalen Hockey-Liga, da sich der Verein über den KHL Junior Draft 2012 weiterhin seine Dienste gesichert hatte. Im NHL Entry Draft 2013 wurde der Russe in der dritten Runde an 75. Position von den New York Rangers aus der National Hockey League (NHL) ausgewählt. Butschnewitsch verblieb allerdings bis zum Dezember 2015 bei seinem Stammklub, ehe er innerhalb der KHL zum SKA Sankt Petersburg wechselte und dort die Spielzeit 2015/16 beendete.
Im Anschluss daran wurde der Angreifer im Mai 2016, nachdem er im März eine Vertragsverlängerung bei SKA abgelehnt hatte, von den New York Rangers unter Vertrag genommen, bei denen er zu Beginn der Saison 2016/17 sein NHL-Debüt gab.
Im Juli 2019 unterzeichnete Butschnewitsch einen neuen Zweijahresvertrag in New York, der ihm ein durchschnittliches Jahresgehalt von 3,25 Millionen US-Dollar einbringen soll. Nach Auslaufen dessen wurde er im Juli 2021 an die St. Louis Blues abgegeben, die im Gegenzug Samuel Blais sowie ein Zweitrunden-Wahlrecht für den NHL Entry Draft 2022 nach New York schickten. Wenige Tage später erhielt er einen neuen Vierjahresvertrag von den Blues, der ihm ein durchschnittliches Jahresgehalt von 5,8 Millionen US-Dollar einbringen soll. In St. Louis steigerte er seine persönliche Statistik deutlich auf 76 Punkte aus 73 Partien, sodass er zugleich erstmals einen Punkteschnitt von über 1,0 pro Spiel erreichte. Anschließend unterzeichnete er im Juli 2024 einen neuen Sechsjahresvertrag bei den Blues, der ihm ein durchschnittliches Jahresgehalt von acht Millionen US-Dollar einbringen soll.

### International
Für sein Heimatland spielte Butschnewitsch im Juniorenbereich bei der World U-17 Hockey Challenge 2012, dem Ivan Hlinka Memorial Tournament 2012, der U18-Junioren-Weltmeisterschaft 2013 sowie den U20-Junioren-Weltmeisterschaften 2014 und 2015. Für die Herrennationalmannschaft feierte der Stürmer sein Debüt im Jahr 2014 im Rahmen der Euro Hockey Tour.

## Erfolge und Auszeichnungen
- 2012 Goldmedaille bei der World U-17 Hockey Challenge
- 2013 Bester Vorlagengeber der U18-Junioren-Weltmeisterschaft (gemeinsam mit acht weiteren Spielern)
- 2014 Bronzemedaille bei der U20-Junioren-Weltmeisterschaft
- 2015 Silbermedaille bei der U20-Junioren-Weltmeisterschaft

## Karrierestatistik
Stand: Ende der Saison 2024/25

### International
Vertrat Russland bei:
| - World U-17 Hockey Challenge 2012 - Ivan Hlinka Memorial Tournament 2012 - U18-Junioren-Weltmeisterschaft 2013 | - U20-Junioren-Weltmeisterschaft 2014 - U20-Junioren-Weltmeisterschaft 2015 - Weltmeisterschaft 2018 |

(Legende zur Spielerstatistik: Sp oder GP = absolvierte Spiele; T oder G = erzielte Tore; V oder A = erzielte Assists; Pkt oder Pts = erzielte Scorerpunkte; SM oder PIM = erhaltene Strafminuten; +/− = Plus/Minus-Bilanz; PP = erzielte Überzahltore; SH = erzielte Unterzahltore; GW = erzielte Siegtore; 1 Play-downs/Relegation; Kursiv: Statistik nicht vollständig)